# Chloroclystis invisibilis
Chloroclystis invisibilis är en fjärilsart som beskrevs av W. Warren 1907. Chloroclystis invisibilis ingår i släktet Chloroclystis och familjen mätare. Inga underarter finns listade i Catalogue of Life.